# Waterfront Studio Sessions
Waterfront Studio Sessions är ett album av Jerry Williams, utgivet 2019

## Låtlista
1. Wild Little Willy    2:02
2. Cradle Of Love    2:28
3. Joshua Fit The Battle Of Jericho    2:44
4. Two Sunsets And A Dream    2:31
5. Down Bound Train    2:58
6. It Keeps Rainin'    2:58
7. A-Tisket A-Tasket    :42
8. Sick And Tired    2:59
9. Your Cheatin' Heart    3:22
10. Too Much Monkey Business    2:44